# Szunda-szigeteki álszajkó
A szunda-szigeteki álszajkó (Garrulax palliatus) a madarak osztályának verébalakúak (Passeriformes) rendjébe és a Leiothrichidae családjába tartozó faj.

## Rendszerezése
A fajt Charles Lucien Jules Laurent Bonaparte francia természettudós írta le 1850-ben, a Janthocincla nembe Janthocincla palliata néven.

## Alfajai
- Garrulax palliatus palliatus (Bonaparte, 1850)
- Garrulax palliatus schistochlamys Sharpe, 1888[2]

## Előfordulása
Brunei, Indonézia és Malajzia területén honos. Természetes élőhelyei a szubtrópusi vagy trópusi síkvidéki és hegyi esőerdők. Állandó, nem vonuló faj.

## Megjelenése
Testhossza 25 centiméter.

## Életmódja
Rovarokkal táplálkozik.

## Természetvédelmi helyzete
Az elterjedési területe nagyon nagy, egyedszáma viszont csökken. A Természetvédelmi Világszövetség Vörös listáján mérsékelten fenyegetett fajként szerepel.